# JeugdOrkest Nederland
Het JeugdOrkest Nederland (JON) is een Nederlands jeugdsymfonieorkest opgericht in 1959, bestaande uit gevorderde jonge musici in de leeftijd tussen de 14 en 20 jaar. De meeste leden zitten nog op school, eventueel gecombineerd met een vooropleiding aan een conservatorium. Het orkest onderscheidt zich van het Nationaal Jeugd Orkest dat leden toelaat tot de leeftijd van 30 jaar. In de praktijk zijn de meeste orkestleden daar conservatoriumstudenten.
Het JON is onderdeel van het toptalent-ontwikkelingsprogramma van de Stichting Nationale Jeugdorkesten Nederland, waar ook het Nationaal Jeugdorkest en het Jong Metropole bij horen. Het orkest ontvangt subsidie van het Ministerie van Onderwijs, Cultuur en Wetenschap. Verder krijgt het vaak bijdragen van fondsen en is er een vriendenstichting.

## Activiteiten
De orkestleden van het JON worden jaarlijks geselecteerd middels audities in het najaar. Er zijn drie projecten, namelijk in de kerst-, paas- en zomervakantie. De opzet is het orkest te laten functioneren als een professioneel symfonieorkest. Deze orkest-ervaring kan leden helpen om al dan niet te kiezen om van de muziek hun vak te maken. 
De orkestprojecten worden altijd afgesloten met een of meerdere concerten in goede concertzalen in Nederland, zoals in Enschede (Muziekcentrum), Groningen (De Oosterpoort), Arnhem (Musis Sacrum), Drachten, Breda en Maastricht. In de zomer is het orkest een vaste gast in de Robeco Zomerconcerten in het Amsterdamse Concertgebouw. In de zomer gaat het orkest ook altijd op tournee naar het buitenland, meestal naar een festival speciaal voor jeugdorkesten. Het orkest speelde zo onder andere in Aberdeen, Valencia, Wenen en Florence. In het kader van het veertigjarig bestaan in 1999 ging het JON dat jaar op tournee naar Japan en werd gespeeld op het Kumamoto Festival. In 2015 is het JON op uitnodiging van de Nederlandse ambassade in Canada op tournee geweest. Aanleiding was de bevrijding van Nederland 70 jaar geleden, waaraan de Canadezen een belangrijke bijdrage hebben geleverd.

## Solisten
Tijdens de zomertournee wordt opgetreden van jonge gerenommerde Nederlandse solisten, zoals Jacob Slagter, Saskia Viersen,  Ronald Brautigam, Sonja van Beek, Miranda van Kralingen, Pieter Wispelwey, Jörgen van Rijen, Ivo Janssen, Quirine Viersen en Liza Ferschtman.
In de winter is de solist een 1e prijswinnaar van het Prinses Christina Concours.

## Dirigenten
- Ru Sevenhuysen 1959 - 1987 (tevens oprichter van het orkest)
- Alexander Vakoulsky 1987-1995
- Roland Kieft 1995-2000
- Jurjen Hempel 2000-